# Friedrich Walter (Journalist)
Friedrich Walter (geboren 19. Juli 1902 in Elberfeld; gestorben 12. Januar 1989 in London) war ein deutsch-britischer Journalist.

## Leben
Friedrich Walter war ein Sohn des Bäckers Albert Walter und der Mathilde Cohn. Er studierte Germanistik, Philosophie und Kunstgeschichte in Bonn, München, Berlin und Münster und wurde 1924 promoviert. 
Bis 1930 schrieb er nun als Literaturkritiker Feuilletons für den Berliner Börsen-Courier. Danach arbeitete er als Dramaturg für die Berliner Bühnen von Victor Barnowsky. Nach der Machtübergabe an die Nationalsozialisten flüchtete er im Juni 1933 nach Frankreich und schlug sich als Sprachlehrer in Commercy durch. Er verfasste Beiträge für die Emigrantenzeitschriften Mass und Wert und Die Sammlung. Von 1937 bis 1939 lebte er in Nancy. Er wurde von den Franzosen nach Kriegsausbruch im September 1939 in Neufchâteau, Vogesen, interniert. 1939 und 1940 erschienen von ihm zwei Romane im Allert de Lange Verlag in Amsterdam. 
Im Mai 1940 gelangte er nach England. Er wurde Soldat im Pionier-Korps der British Army und arbeitete ab 1943 als Lehrer in einer Boarding School. 1945 führte er Schulungen für deutsche Kriegsgefangene durch. Er schrieb Beiträge für die Zeitschriften Blick in die Welt und Auslese, die von der Militärregierung der Britischen Zone publiziert wurden. Walter heiratete 1948 die Designerin Ilse Hildegard „Illa“ Fackenheim (1914–2010). 1951 erhielt er die britische residency. Er arbeitete in den 1950er Jahren als Kulturkorrespondent für den Südwestfunk (SWF), für die Mainzer Musikzeitschrift Melos und für das Düsseldorfer Handelsblatt. Er wurde 1963 mit dem Bundesverdienstkreuz 1. Klasse ausgezeichnet.

## Werke (Auswahl)
- Kassandra : Roman. Amsterdam : Allert de Lange, 1939
- Tobias : Roman. Amsterdam : Allert de Lange, 1940
- Die Reise mit dem Engel : Roman. Berlin : Staneck, 1951